# هوغو إردمان
هوغو إردمان (بالألمانية: Hugo Erdmann)‏ هو كيميائي وأستاذ جامعي ألماني، ولد في 8 مايو 1862 في بروسيا الشرقية، وتوفي في 25 يونيو 1910 في Müritzsee ‏ في ألمانيا.